# Valderejo
Valderejo est une commune ou une contrée appartenant à la municipalité de Valdegovía dans la province d'Alava, située dans la Communauté autonome basque en Espagne.

## Villages de Valderejo
- Lahoz
- Lalastra
- Ribera
- Villamardones